# Rigole du Noirieux
La Rigole du Noirieux est un canal d'alimentation en eau du canal de Saint-Quentin du département de l'Aisne de la région Hauts-de-France.
La rigole part de Lesquielles-Saint-Germain pour rejoindre le canal de Saint-Quentin à Lesdins

## Géographie
Un premier tronçon sera établi en 1820 entre Vadencourt et Lesdins.
À Vadencourt, un barrage remontera le niveau du Noirieu afin qu'une pente suffisante soit établie (8 m pour une longueur de 22 km).
À 500 m du barrage, sur la commune de Grand-Verly, la rigole devient souterraine sur une longueur de 13,5 km pour déboucher à Croix-Fonsomme et ensuite rejoindre à Lesdins le canal de Saint-Quentin.
À partir de 1857 et à la suite de la sécheresse de 1856, l’administration recourut aux eaux de l’Oise, d’abord par pompes, à Vadencourt, puis par l’aménagement d’une rigole de 2,400 km prenant les eaux de l’Oise à Lesquielles-Saint-Germain en y construisant un autre barrage.

### Communes et cantons traversés
Dans le seul département de l'Aisne, la Rigole du Noirieux visible traverse huit communes et quatre cantons :
- dans le sens amont vers aval : Lesquielles Saint-Germain (début), Vadencourt, Grand-Verly (début souterrain), Croix-Fonsomme (fin souterrain), Fonsomme, Essigny-le-Petit, Remaucourt, Lesdins (confluence).

Soit en termes de cantons, la Rigole du Noirieux commence dans le canton de Guise, traverse le canton de Bohain-en-Vermandois, conflue dans le canton de Saint-Quentin-2.

### Bassin versant
La superficie des bassins versants « Somme fleuve et Canal de St-Quentin de l'écluse numéro 25 Pont-Tugny à l'écluse » (E607), « Canal de St-Quentin de l'écluse numéro 18 Lesdins à l'écluse numéro 17 Bosquet » (E100), « Le Noirrieu du confluent du Morteau (exclu) au confluent de l'Oise (exclu) » (H006) est de 214 km2.

## Affluents
La Rigole de Noirieux, n'étant pas un cours d'eau, n'a pas d'affluent référencé.

### Rang de Strahler
Le nombre de Strahler est de un.

## Hydrologie
Son régime hydrologique est dit pluvial océanique.

## Historique
Voici un texte daté de 1829 d’où sont tirées mes informations :
Histoire de la navigation intérieure de la France par Joseph Michel Dutens.
Ce texte traite des canaux à réaliser en France et évoque l’abandon de la construction du canal reliant le canal de la Sambre à l’Oise et celui de Saint-Quentin, remplaçant ce dernier par la rigole actuelle.

« Enfin, M. l'ingénieur en chef du département du Nord terminait ce projet par quelques observations sur le canal de la Sambre au canal de Saint-Quentin, dont nous avons parlé dans la deuxième section, et dont, en vertu d'une ordonnance du 27 juillet 1821, on exécute aujourd'hui une partie, mais en lui donnant une tout autre destination.
Ainsi que nous l'avons fait remarquer, le premier motif qui a engagé à faire revivre cet ancien projet, avait moins pour objet de rendre au commerce en général les services que pouvait lui procurer son exécution, que de venir au secours du canal de Saint-Quentin, en lui fournissant un nouveau volume d'eau dont on ne voulait point ouvertement avouer le besoin.
C'est toutefois par suite de ce seul besoin auquel on cherche d'ailleurs aujourd'hui à satisfaire par d'autres moyens, qu'ajournant l'exécution des autres parties du canal, ou plutôt renonçant tout à fait, ainsi que nous l'avons dit dans la section précédente, à l'établissement de cette ligne de navigation, on se borne dans cet instant à ouvrir la partie inférieure de ce canal entre le Noirieu et le canal de St.-Quentin, en réduisant provisoirement sa largeur à celle d'une simple rigole, sauf à lui donner un jour une plus grande dimension. D'après les ouvrages commencés, cette rigole, qui doit partir de Verly sur le Noirieu pour conduire des eaux au bief de partage du canal de St.-Quentin, doit avoir 22,000m de longueur, dont 13,5oom en souterrain. Sa largeur au fond, dans le souterrain, est de 1m,50, et sa hauteur d'eau, de 1m,80; sa pente, distribuée inégalement, sera de 8m. »

À partir de 1857 et à la suite de la sécheresse de 1856, l’Administration recourut aux eaux de l’Oise, d’abord par pompes, à Vadencourt, puis par l’aménagement d’une rigole de 2,400 km prenant les eaux de l’Oise à Lesquielles-Saint-Germain.

## Photos

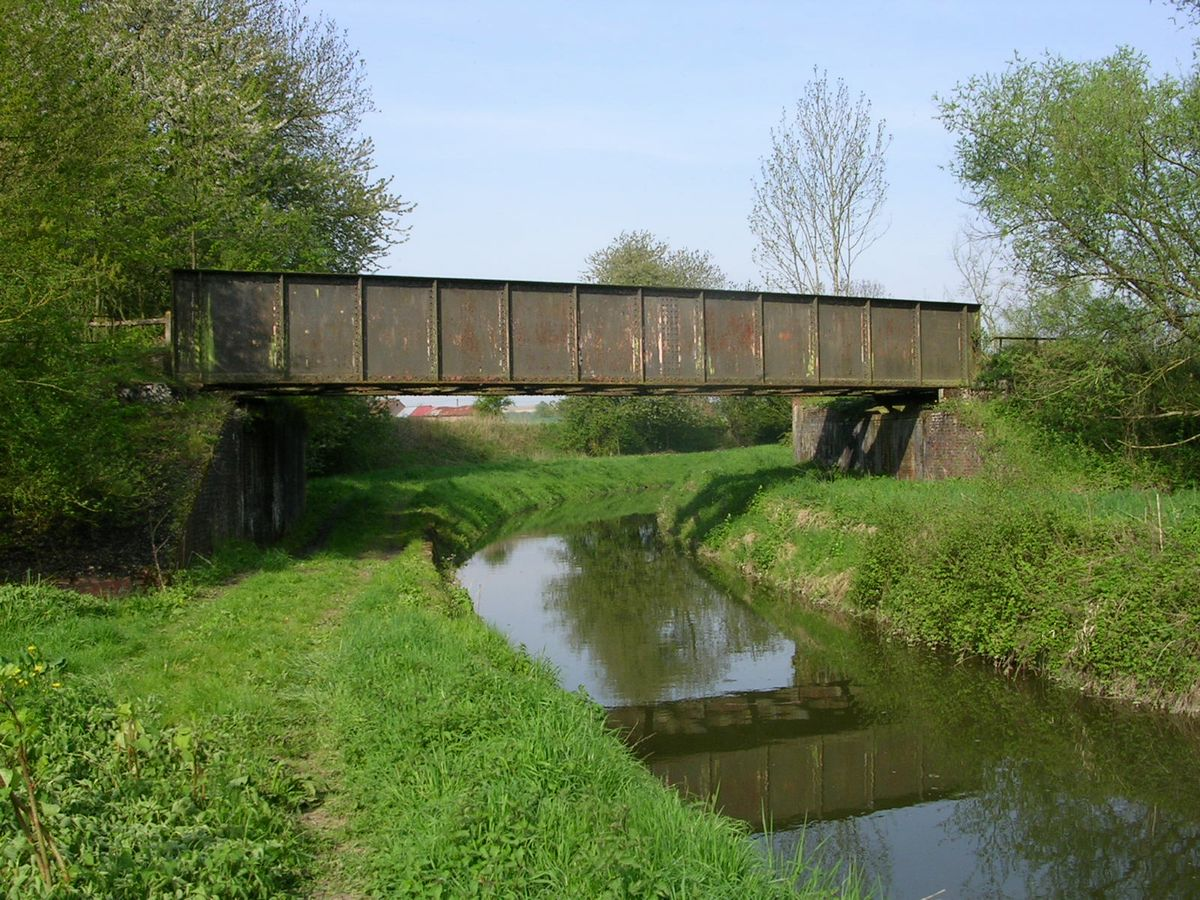
Les premiers 500 mètres de la rigole.
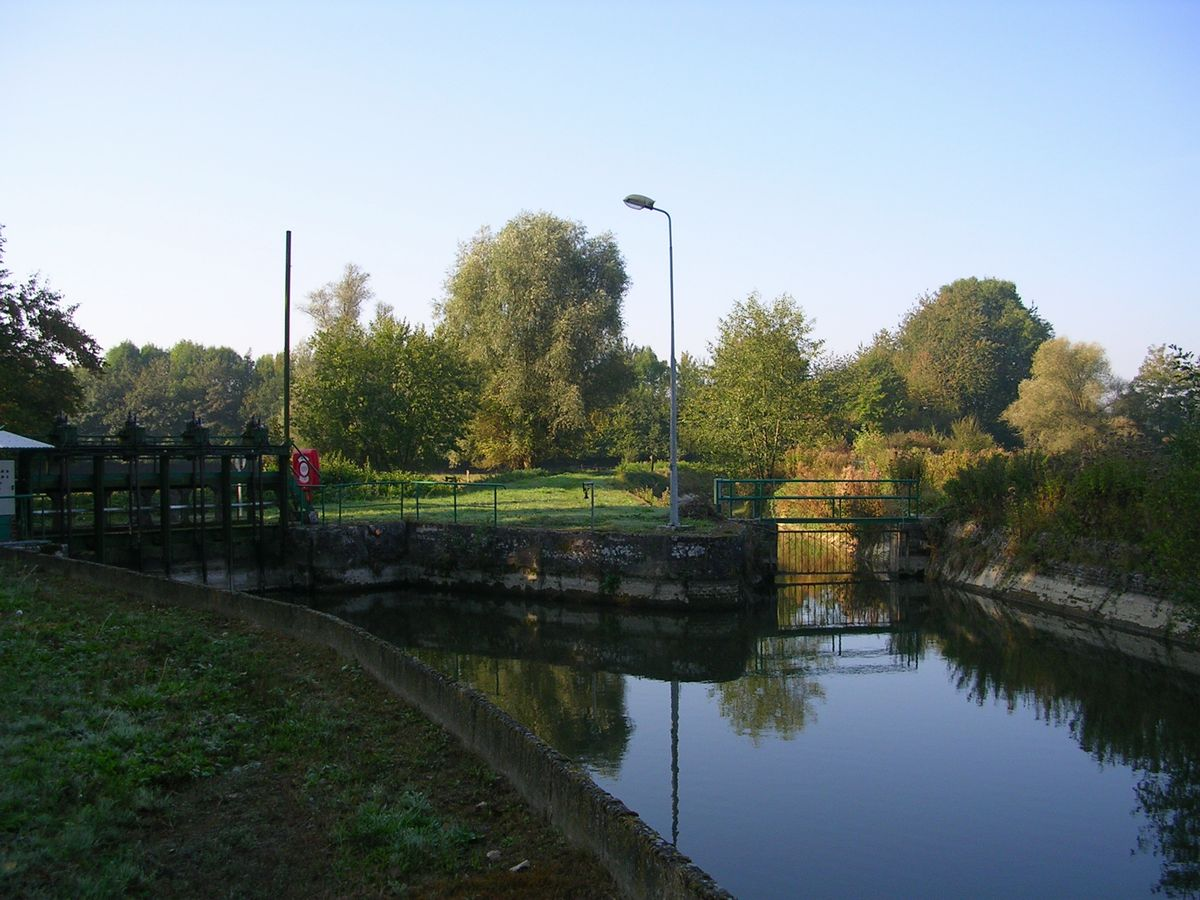
Les premiers flots de la rigole à Vadencourt.
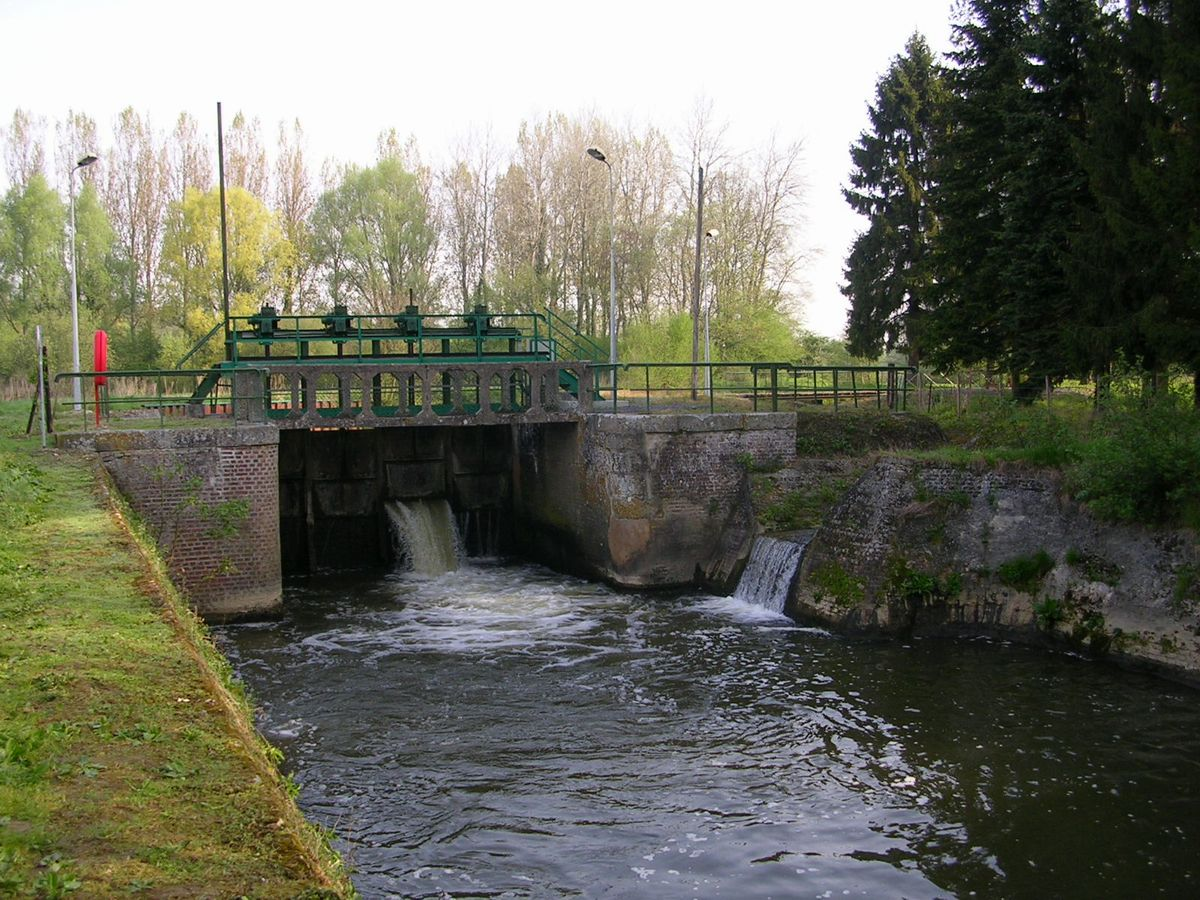
Le barrage vu de dessous.
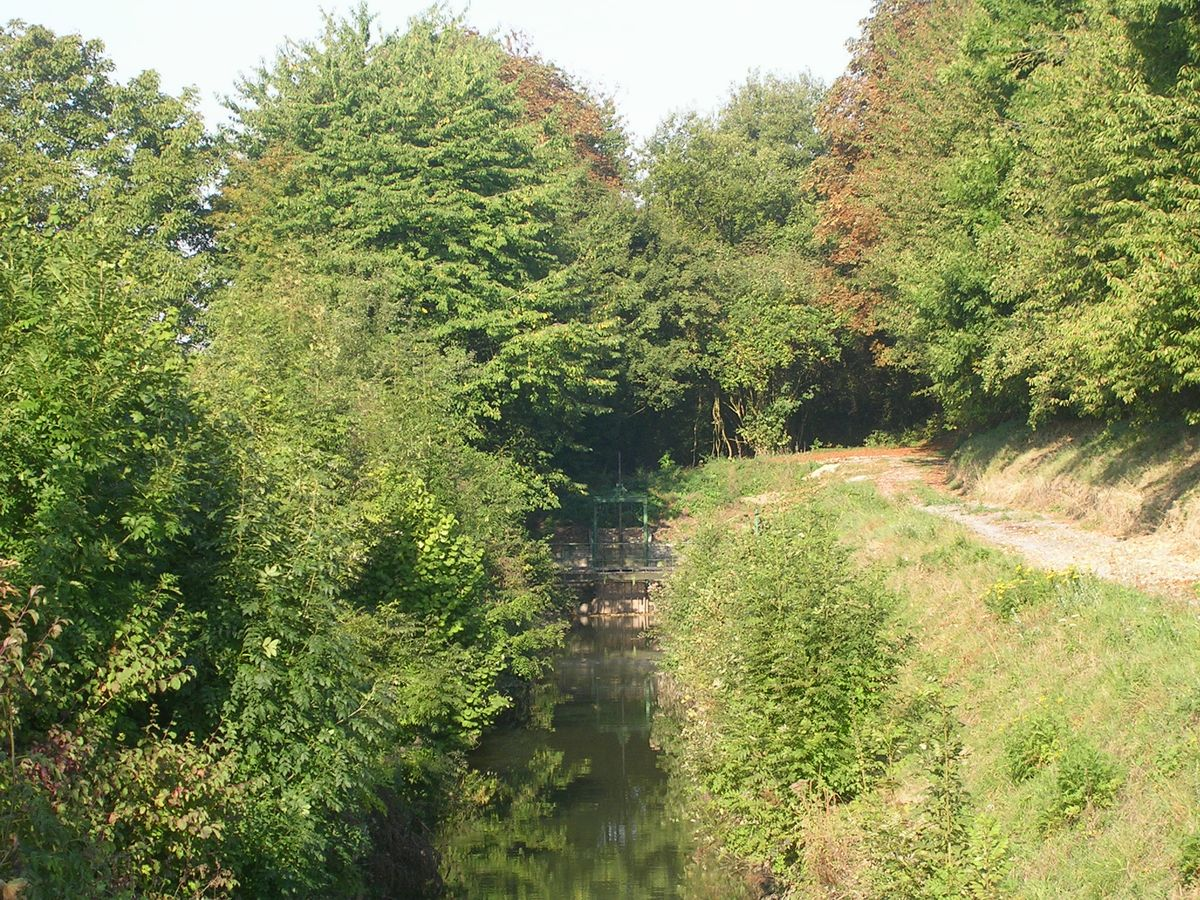
L'entrée de la partie souterraine entre Vadencourt et Grand-Verly.
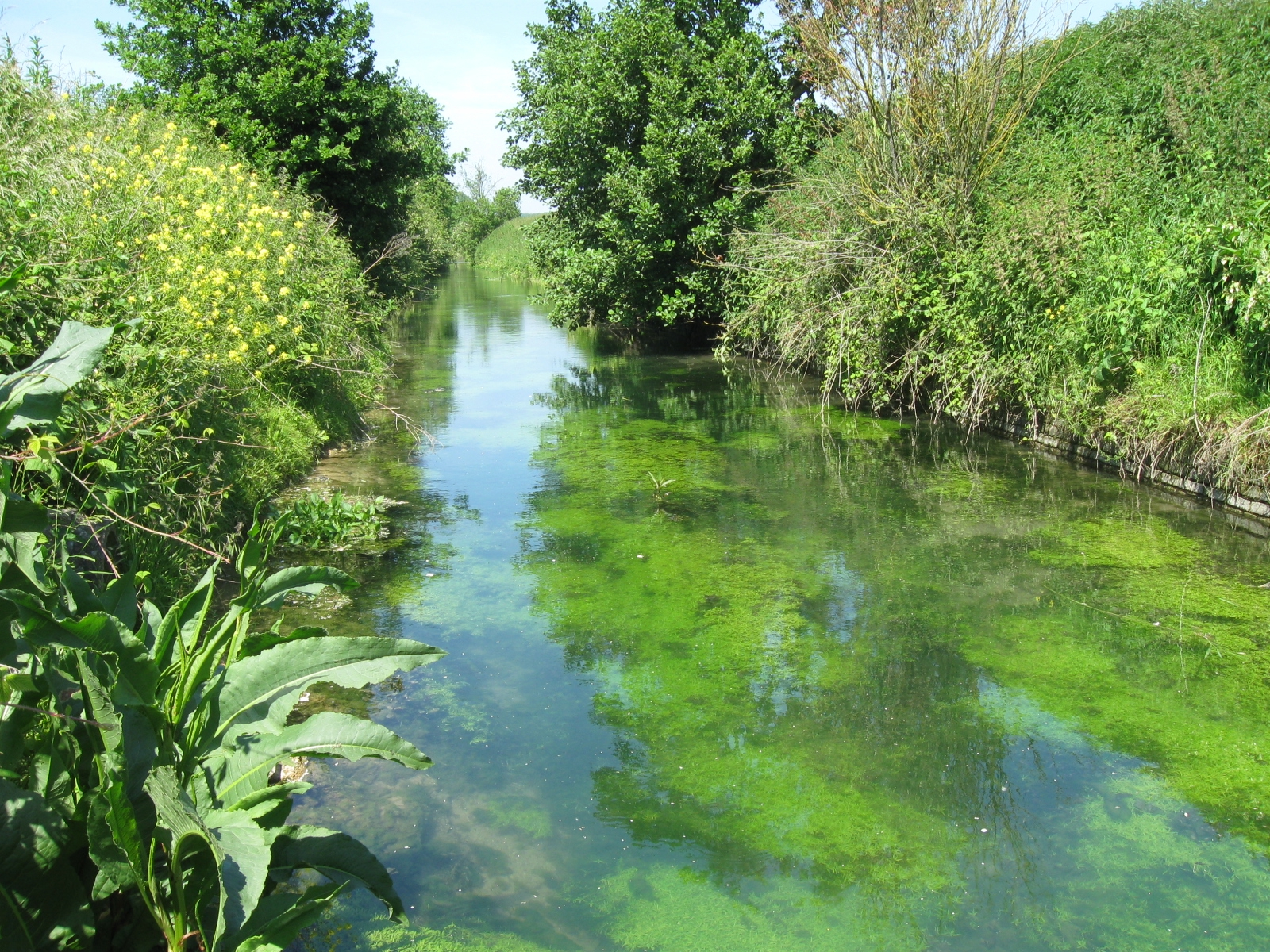
La rigole du Noirieux revient à l'air libre à Croix-Fonsomme.
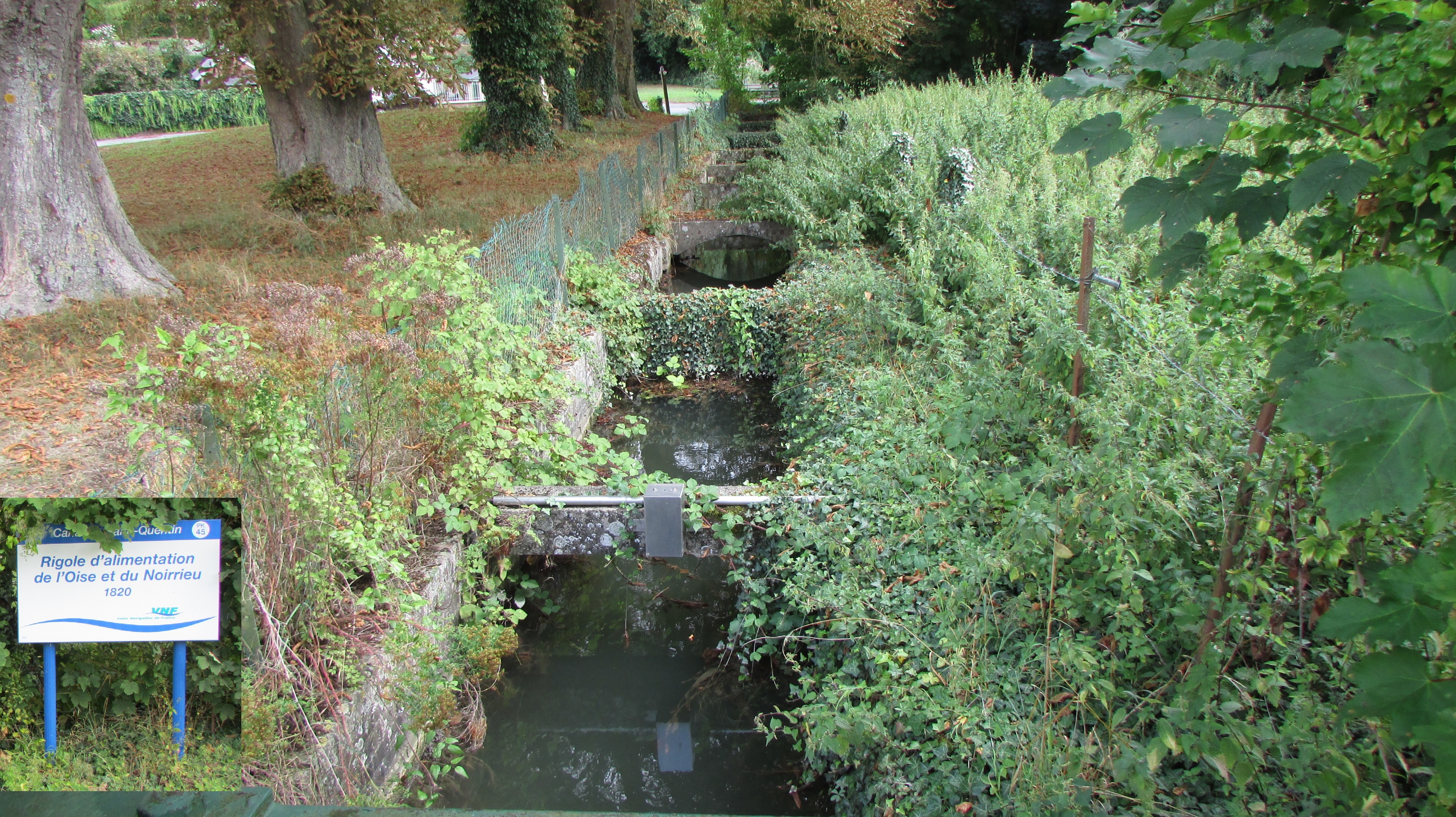
La rigole du Noirieux termine sa course à Lesdins pour alimenter le canal de Saint-Quentin.

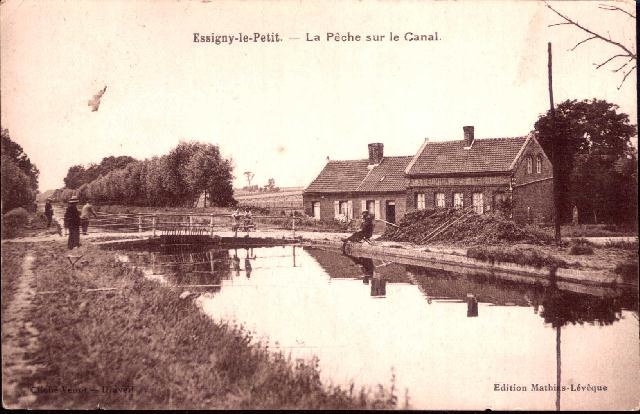
La Rigole du Noirieux à Essigny-le-Petit vers 1920.
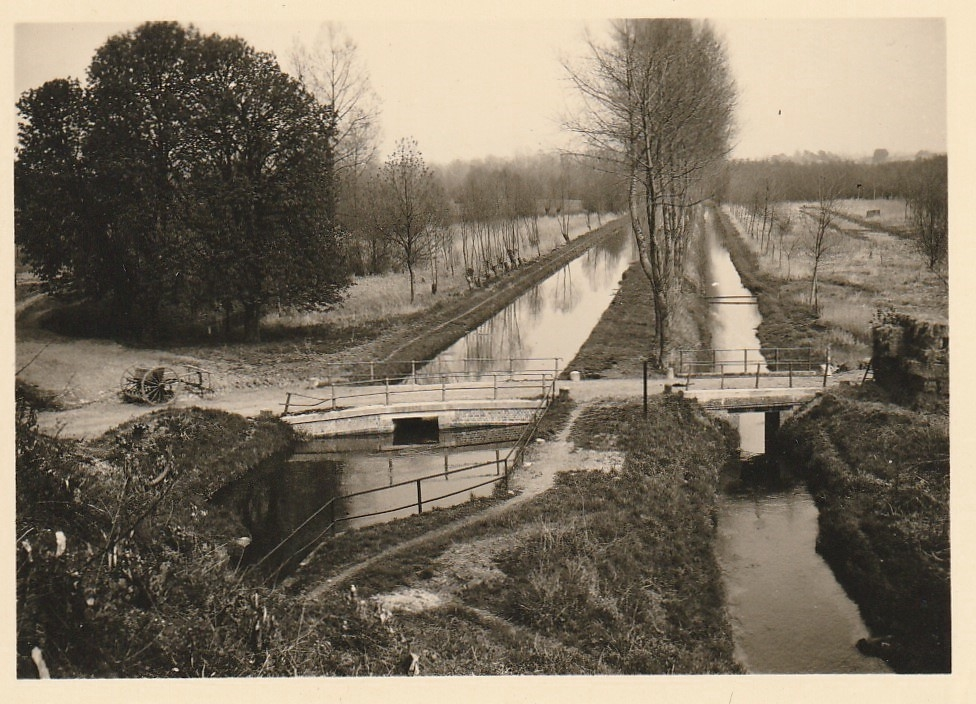
A gauche, la Rigole du Noirieux à Essigny-le-Petit vers 1930, à droite La Somme.